# Opius pactus
Opius pactus är en stekelart som beskrevs av Alexander Henry Haliday 1837. Opius pactus ingår i släktet Opius och familjen bracksteklar. Inga underarter finns listade i Catalogue of Life.